# Idrees Sulieman
Idrees Dawud ibn Sulieman, geboren als Leonard Graham (Saint Petersburg, 27 augustus 1923 - aldaar, 23 juli 2002), was een Amerikaanse jazzmuzikant (trompet, bugel).

## Biografie
Sulieman studeerde aan het conservatorium van Boston en werkte eerst met plaatselijke orkesten, later in de bands van Mercer Ellington, Cab Calloway, Earl Hines (1943/44), Count Basie, Lionel Hampton, Erskine Hawkins, Dizzy Gillespie en Illinois Jacquet. In 1956 was hij lid van de Amerikaanse jazzband van Friedrich Gulda. In 1958/59 speelde hij met Randy Weston. Sindsdien werkte hij buiten de Verenigde Staten, in Casablanca, Parijs, vanaf 1961 in Zweden (waar hij op tournee was met de pianist Oscar Dennard) en vanaf 1964 uiteindelijk in Kopenhagen. Tijdens deze periode nam hij platen op met Gene Ammons, Teddy Charles, Coleman Hawkins, Ella Fitzgerald, André Hodeir, Thelonious Monk, Mal Waldron, Louis Jordan, Red Mitchell en de Clarke Boland Big Band. Bij de laatste was hij van midden jaren 1960 tot 1973. Bovendien speelde hij vaak in radio-bigbands.

## Discografie
Als leader
- 1957: Coolin'  (New Jazz)
- 1976: Now Is the Time (SteepleChase Records) met Cedar Walton, Sam Jones, Billy Higgins
- 1976: Bird's Gras (SteepleChase Records) met Horace Parlan, Niels-Henning Ørsted Pedersen, Kenny Clarke
- 1985: Groovin'  (SteepleChase Records) met Horace Parlan

Als sideman
- 1947-1948: Thelonious Monk: Genius of Modern Music, Vol. 1 (Blue Note Records)
- 1951-1956: Lester Young: Masters of Jazz (Storyville Records)
- 1953: Clifford Brown: Memorial (Blue Note Records)
- 1953: Max Roach: The Max Roach Quartet, Featuring Hank Mobley (Debut)
- 1956: Mal Waldron: Mal - 1 (Prestige Records)
- 1957: Tommy Flanagan: The Cats (New Jazz) met John Coltrane en Kenny Burrell
- 1957: Coleman Hawkins: The Hawk Flies High (Riverside Records)
- 1957: Bobby Jaspar Bobby Jaspar (Riverside Records)
- 1961: Eric Dolphy: Stockholm Sessions (Enja Records)
- 1973: Horace Parlan: Arrival (SteepleChase Records)
- 1975: Dexter Gordon: More Than You Know (SteepleChase Records)
- 1978: Thad Jones: Live at the Montmarte: A Good Time Was Had by All (Storyville Records)
- 1985: Miles Davis: Aura (Columbia Records)
- 1991: Randy Weston: The Spirits of Our Ancestors (Verve Records)
- 1992-1996: Joe Henderson: Big Band (Verve Records)